# Roland (Oklahoma)
Roland es un pueblo ubicado en el condado de Sequoyah en el estado estadounidense de Oklahoma. En el año 2010 tenía una población de 3169 habitantes y una densidad poblacional de 	459,28 personas por km².

## Geografía
Roland se encuentra ubicado en las coordenadas 35°25′5″N 94°30′53″O / 35.41806, -94.51472 (35.418013, -94.514815).

## Demografía
Según la Oficina del Censo en 2000 los ingresos medios por hogar en la localidad eran de $29,015 y los ingresos medios por familia eran $32,863. Los hombres tenían unos ingresos medios de $26,294 frente a los $19,779 para las mujeres. La renta per cápita para la localidad era de $13,410. Alrededor del 20.9% de la población estaban por debajo del umbral de pobreza.